# Nguyễn Phúc Hồng Hưu
Nguyễn Phúc Hồng Hưu (chữ Hán: 阮福洪休; 2 tháng 10 năm 1835 – 9 tháng 5 năm 1885), còn có tên khác là Thuyên (佺), tước phong Gia Hưng vương (嘉興王), là một hoàng tử con vua Thiệu Trị nhà Nguyễn trong lịch sử Việt Nam.
Trong một thời gian, ông từng trong hội đồng Tôn nhân phủ, trở thành Phụ chính đại thần giúp đỡ các đời vua Hiệp Hòa, Kiến Phúc, Hàm Nghi. Sau vì tội thông đồng với người Pháp, lại tội loạn dâm với em gái khác mẹ là Phục Lễ Công chúa Gia Phúc nên bị hạch tội.

## Tiểu sử
Hoàng tử Hồng Hưu sinh ngày 11 tháng 8 (âm lịch) năm Minh Mạng thứ 16 (1835), là con trai thứ 8 của vua Thiệu Trị, mẹ là Nhất giai Lương phi Võ Thị Viên. Lúc còn nhỏ, ông thông minh đĩnh ngộ, biết lĩnh hội việc học, chịu khó học kinh sử.
Tháng 11 (âm lịch) năm Thiệu Trị thứ 4 (1844), xa giá của vua dạo chơi, thăm ruộng tịch điền, xem gặt lúa. Muốn cho các hoàng tử biết sự khó nhọc của việc cấy gặt, vua sai các hoàng tử xuống ruộng gặt lúa. Hoàng tử Hồng Hưu theo xa giá đi rắc thóc, được thưởng cho cái khánh ngọc cát tường, ngọc đeo, chén vàng mỗi thứ đều 1 cái.
Năm Thiệu Trị thứ 6 (1846), tháng giêng, vua cho triệu các hoàng tử và hoàng đệ chưa được phong tước tất cả 10 người vào làm thơ ở điện Đông Các. Bảy người trong số đó là các hoàng tử Hồng Phó, Hồng Y, Hồng Tố, Hồng Hưu và các hoàng đệ Miên Tằng, Miên Kiền, Miên Lâm đều trúng cách. Bài thơ của Hồng Hưu có câu: “Quốc khánh tứ tuần trưng vạn thọ, chiếu thư trấp nhất huệ thiên phương”. Vua khen, bảo rằng: “Đây là làm theo thơ vua làm, cũng có ý; nhưng trẻ con mới học, há nên cầu toàn? Còn chữ “quốc khánh” nên đổi là “hiệu quyển” (lòng trời yêu), chữ “chiếu thư” nên đổi là “quốc ân” (ơn của nước)”.
Tháng 3 (âm lịch) năm đó, vua phong tước ban thưởng cho cả 7 hoàng thân được trúng cách, hoàng tử Hồng Hưu được phong ngay làm Gia Hưng công (嘉興公) khi mới 12 tuổi. Các hoàng thân được phong tước lần đầu thường chỉ làm Quận công hoặc Quốc công, nhưng cả Hồng Y và Hồng Hưu đều được đặc cách phong ngay đến tước Thân công, chứng tỏ hai ông rất được vua cha ưu ái.
Tháng 5 (âm lịch) cùng năm, vua sai các hoàng tử lớn chia nhau đến đàn Nam Giao, các miếu thờ tẩm điện, đàn Xã Tắc để cáo lễ khánh tiết. Cuối tháng đó, vua làm lễ cày ruộng tịch điền, Gia Hưng công Hồng Hưu theo hầu rắc thóc.
Năm 1878, nhân tiết Đại khánh ngũ tuần (mừng thọ vua 50 tuổi) của Tự Đức, hoàng đệ Hồng Hưu chuẩn cho mỗi năm được tặng bổng thêm 200 quan tiền và 50 phương gạo.
Năm Tự Đức thứ 35 (1882), tháng 7 (âm lịch), đổi sung chức ở phủ Tôn nhân, Gia Hưng công Hồng Hưu được sung chức Tả tôn nhân, còn Lãng Quốc công Hồng Dật được sung chức Hữu tôn nhân. Năm sau, vua Tự Đức băng hà, hai quyền thần Nguyễn Văn Tường và Tôn Thất Thuyết phế truất vua Dục Đức mới lên ngôi, lập quốc công Hồng Dật lên ngôi, tức vua Hiệp Hòa. Lễ lên ngôi xong, Hồng Hưu được vua em gia phong làm Gia Hưng Quận vương (嘉興郡王), lại cho ông kiêm nhiếp chức Hữu tôn nhân trước đây của vua.
Vua Hiệp Hòa làm vua cũng chỉ được 4 tháng thì bị hai ông Tường và Thuyết phế truất và giết đi. Vua Kiến Phúc còn trẻ lên ngôi, hoàng thân phủ Tôn nhân khuyên Tân đế chọn thêm người thân thuộc để lo quản triều chính, vua y chuẩn chọn quận vương Hồng Hưu sung làm Phụ chính đại thần, phụ lo việc triều chính. Vài ngày sau, quận vương Hồng Hưu tới điện Hòa Khiêm thay vua làm lễ bái yết, lễ xong thì các quan viên cho đến binh lính được ban các loại tiền đồng, vàng bạc theo thứ bậc. Quận vương Hồng Hưu được vua Kiến Phúc ban cho một đồng kim tiền hạng to, trên đó khắc 4 chữ Vạn sự vĩnh lai (“Muôn đời nhớ mãi”) và một cái nhẫn vàng có khảm đá mắt mèo, tỏ ý ưu ái ông.
Sang năm sau (1884), tháng 2 (âm lịch), vua lại tấn phong cho ông làm Gia Hưng vương (嘉興王), kiêm sung chức Tôn chính phủ Tôn nhân. Vì lẽ tước Thân vương của triều Nguyễn rất ít khi được ban phong, thường chỉ dành để truy phong mà thôi, Hồng Hưu lại được tấn phong đến hàng Thân vương là điều khá vinh quý.
Tháng 9 (âm lịch) năm đó, là năm Hàm Nghi thứ nhất, Trấn Tĩnh Quận công Miên Dần (hoàng tử thứ 45 của vua Minh Mạng) dâng sớ hặc tội Gia Hưng vương vì việc tư bỏ việc công, tiết lộ quốc gia trọng sự, lại chuyện loạn dâm với người em gái khác mẹ là Đồng Xuân Công chúa Gia Phúc (út nữ của vua Thiệu Trị) làm bại hoại gia phong, lệnh phủ Tôn nhân điều tra. Đại Nam thực lục chép lại, Gia Hưng vương và chúa Gia Phúc tư thông, sinh được một con gái.
Nguyễn Văn Tường và Tôn Thất Thuyết nhân đó cũng dâng sớ tâu bày, điều tra ra Gia Hưng vương Hồng Hưu hay qua lại với Khâm sứ Đại Pháp là Rheinart (tên tiếng Việt phiên âm là Lê Na), tố cáo thực hư, án thành. Gia Hưng vương Hồng Hưu bị cách bỏ hết tước hiệu, đổi theo họ của mẹ là Vũ Hưu, cho đày đi an trí ở Lao Bảo, Quảng Trị; các công tử con ông đều bị giáng làm Tôn Thất, chia đi cai quản an trí. Công chúa Gia Phúc cũng vì chuyện này mà bị tước vị Công chúa, đổi thành tên Hồ thị Gia Đốc, lấy theo họ mẹ.
Ngày 25 tháng 3 (âm lịch) năm Ất Dậu (1885), Hồng Hưu mất ở tại Lao Bảo, hưởng thọ 51 tuổi. Nguyễn Phúc tộc thế phả kể lại, Hồng Hưu bị Tôn Thất Thuyết sai người giết chết trong lúc đi an trí, vì hai ông Tường và Thuyết luôn tìm cách triệt hạ phe chủ hòa trong triều đình.
Năm đó, kinh thành có biến, Hàm Nghi bị buộc phải rời bỏ quê hương, Thọ Xuân vương Miên Định nhiếp việc nước, tháng 7 (âm lịch) năm đó, vâng ý chỉ Thái hậu Từ Dụ chuẩn cho Hồng Hưu được tha tội, đem quan tài của ông về chôn ở kinh. Mộ của Gia Hưng vương được táng tại làng Trúc Lâm (Hương Trà, Thừa Thiên - Huế).
Năm Đồng Khánh thứ nhất (1885), vua xuống dụ cho Hồng Hưu được khai phục làm Gia Hưng công, các con cũng cho nhập lại tông tịch. Gia Phúc cũng được phục vị Công chúa, nhưng cải huy hiệu thành Phục Lễ.
Năm Thành Thái thứ nhất (1889), tháng giêng, vua cho Gia Hưng công Hồng Hưu được khai phục nguyên tước Quận vương như trước. Ông được ban thụy là Cung Túc (恭肅), phủ thờ nay tọa lạc tại phường Gia Hội, Huế. Tháng 8 (âm lịch) năm đó, vua chuẩn cấp cho 1500 quan tiền trong kho tu sửa phần mộ của Gia Hưng Quận vương, lại sai bộ Công cấp cho ông một tấm bia đá, đều tuân theo ý chỉ của Thái hoàng Từ Dụ. Năm 1941, dưới thời vua Bảo Đại, quận vương Hồng Hưu được tấn tặng làm Gia Hưng vương (嘉興王).

## Gia quyến

### Anh chị em
Gia Hưng vương Hồng Hưu là con đầu lòng của bà Lương phi Võ Thị Viên. Ngoài ra, ông còn 5 người em cùng mẹ là:
- An Phúc Quận vương Hồng Kiện (6 tháng 5 năm 1837 – 15 tháng 7 năm 1895).
- Hoàng tử Hồng Bàng (30 tháng 6 năm 1838 – 21 tháng 7 năm 1853), mất sớm chưa được phong tước.
- Đồng Phú Công chúa Ý Phương (1840 – 1915), lấy phò mã Trần Quang Phổ.
- Hoàng tử Hồng Thụ (22 tháng 10 năm 1842 – 26 tháng 8 năm 1843), chết non.
- Hoàng nữ Minh Tư (1845), chết non.

### Con cái
Gia Hưng vương Hồng Hưu có 10 con trai và 15 con gái. Ông được ban cho bộ chữ Hành (行) để đặt tên cho các con cháu trong phòng. Trước đây, 7 công tử con ông bị bắt đi an trí là Ưng Huy, Ưng Diễn (ở cùng chỗ với cha), Ưng Chân, Ưng Dũng (giao về Nghệ An), Ưng Linh, Ưng Tân, Ưng Vệ (giao về Hà Tĩnh). Theo chỉ dụ của Từ Dụ, các công tử (trừ Ưng Diễn chết tại Quảng Trị) sau đó đều được tha bổng, cho phép về kinh trú ngụ. 
- Công tử Ưng Chân, con trai thứ 3 của Vương, là con của thứ thất Nguyễn Văn Thị Quang, sinh năm Mậu Ngọ (1858)[26]. Thứ thất Nguyễn thị là con gái của thường dân Nguyễn Văn Đắc, quê ở phủ Thừa Thiên[26].
- Công tử Ưng Huy, con trai thứ 7 của Vương, được tập phong làm Gia Hưng Quận công, sung chức Tả tôn khanh Tôn nhân phủ[2].

## Trong văn hoá đại chúng
| Năm  | Tác Phẩm        | Diễn Viên       | Nhân Vật              |
| 2020 | 《Phượng khấu》 | Đinh Minh Quang | Nguyễn Phước Hồng Hưu |